# تجارة الحفريات المغربية

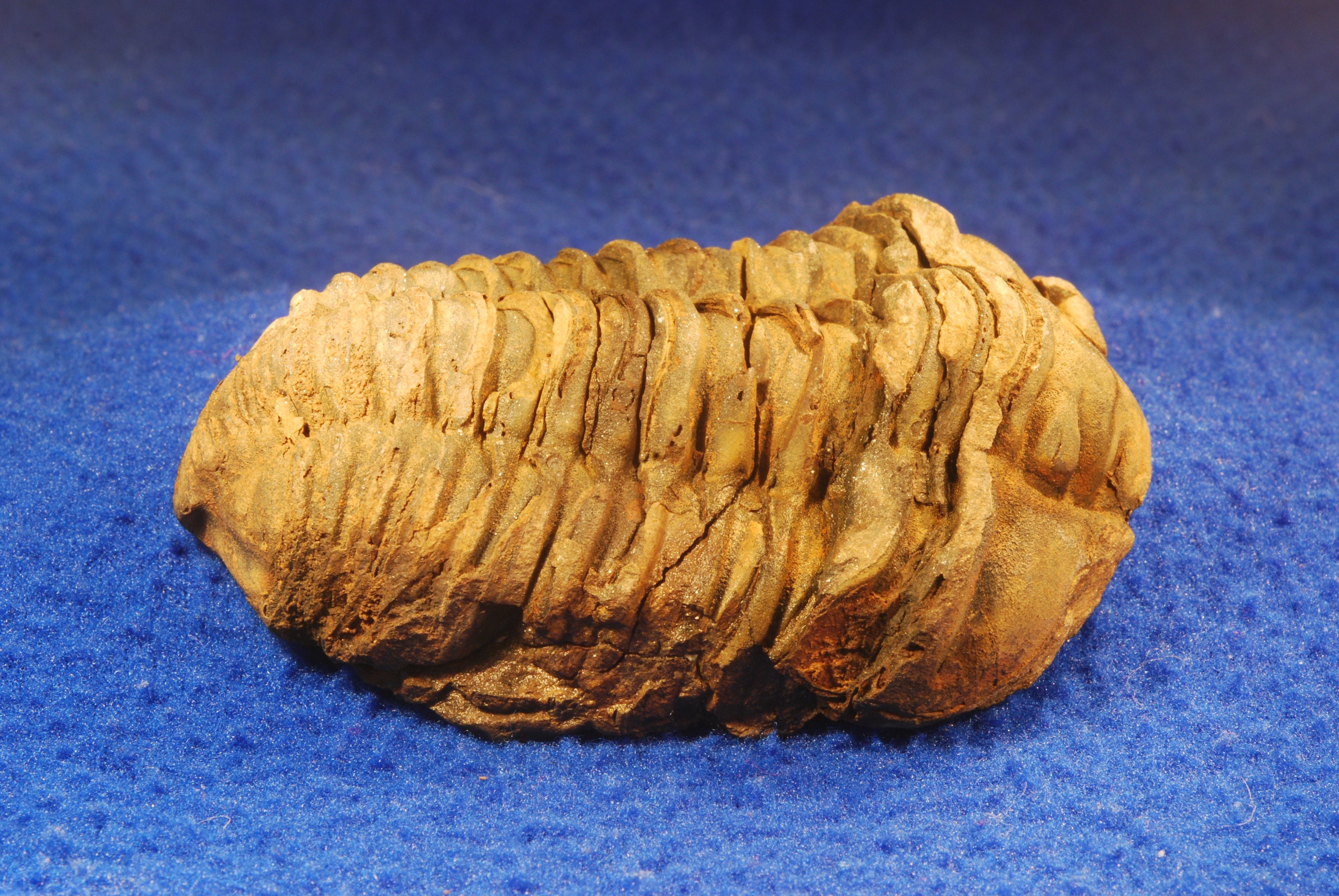
Flexicalymene ouzregui ، ثلاثي الفصوص الأوردوفيشي الشائع الموجود في المغرب

تجارة الحفريات المغربية:: وهي تلك الصناعة الكبيرة الخاصة بحفر وتجهيز والبيع الدولي للحفريات من المغرب. يتميز المغرب أنه يمتلك البعض من أغنى المواقع الأحفورية في العالم، وقد شهدت هذه المواقع اهتمامًا دوليًا من قبل جامعي الحفريات منذ أوائل القرن العشرين. ومع تزايد الاهتمام بجمع الحفريات في أواخر القرن العشرين، تطورت تجارة الحفريات في المغرب لتصبح صناعة مربحة في حد ذاتها. ويمكن القول أن هناك أكثر من 50 ألف مغربي يعيشون على التعدين أو التجارة أو تصدير الحفريات، وتبلغ قيمة الصناعة نفسها أكثر من 40 مليون دولار سنويا. إن هذه الصناعة المزدهرة ضخمة للغاية حتى أن بعض المعلقين أشاروا إليها باسم "رأسمالية الأحفوري" أو "اقتصاد ثلاثي الفصوص ".
لقد كانت صناعة الوقود الأحفوري مصدرًا للعديد من المخاوف. ويخشى بعض المحللين من أن تؤدي تجارة الحفريات واسعة النطاق واللوائح الحكومية غير الكافية إلى الإضرار بالتراث الأثري في المغرب. ومن الناحية الفنية يمكن القول إن تصدير الحفريات من المغرب أمر غير قانوني، على الرغم من أن القوانين ذات الصلة غالبا ما تكون غير كافية، أو لا يتم تطبيقها بشكل عملي. وهناك أيضًا مخاوف أخرى بشأن سلامة ورفاهية العمال الذين يعملون في هذا المجال، والذين غالبًا ما يحصلون على أجور زهيدة للغاية (أقل بكثير من أجور المصدرين والوسطاء) ويعانون من ظروف عمل صعبة. وقد أثيرت أيضًا مخاوف علمية بشأن احتمال وصول الحفريات إلى السوق بدلاً من إتاحتها للبحث العلمي، وأن الحفريات المهمة قد تتعرض للتدمير أو الإهمال والضياع والتلف بسبب اعتبارها غير ذات أهمية تجارية. وتزداد المسألة تعقيداً بسبب عدم وجود أي وظائف أخرى متاحة للعديد من الباحثين عن الحفريات أنفسهم غير هذه المهنة، والتي تضمن لهم دخلاً، مهما كان ضئيلاً.
هذا بالإضافة إلى تأثيرات هذه التجارة الاقتصادية، فقد كان لتجارة الوقود الأحفوري في المغرب بعض التأثيرات العلمية الإيجابية. حيث تم التوصل إلى العديد من الاكتشافات العلمية المهمة اعتمادا على الحفريات المغربية. ومن غير الأسواق وشبكة التجارة الدولية التي تقوم بدعم الباحثين عن الحفريات وإعدادها في المغرب، كان من الصعوبة بمكان أن يتم اكتشاف هذا العدد الكبير من الأنواع الجديدة من الحفريات.

## التاريخ والتأثير الاقتصادي
لقد بدأ الاهتمام الدولي بالحفريات المغربية في أوائل القرن العشرين، وذلك عندما اكتشف الجيولوجي الفرنسي لويس جنتيلLouis Gentil حفريات ثلاثية الفصوص بالقرب من مدينة الدار البيضاء في عام 1916.  وخلال القرن العشرين، قام السكان المحليون باستغلال الكميات الكبيرة من الحفريات الموجودة في المغرب، وذلك من خلال بيع العينات المستخرجة لهواة الجمع والسياح. وقد ساعد بيع الحفريات على زيادة أجور عمال المناجم المحليين، كما وفر مصدر دخل للمغاربة في المجتمعات الفقيرة والمهمشة.  وعلى الرغم من أن نمو سوق الحفريات كان في بداية الأمر بطيئاً للفاية، إلا أن تلك الصناعة قد نمت بسرعة في أواخر الثمانينيات وأوائل التسعينيات من القرن العشرين مع انتشار جمع الحفريات بشكل متزايد، وخاصة بين فئة الشباب.  ومنذ عام 2000م فصاعدًا، تحولت تجارة الحفريات في المغرب إلى صناعة مربحة في حد ذاتها.  حيث يكسب أكثر من 50 ألف مغربي عيشهم من التعدين المعدني و/أو تجارة وتصدير الأحفوري،   وتبلغ قيمة صناعة الأحفوري أكثر من 40 مليون دولار سنويًا.  وقد كشف تحقيق أجرته صحيفة لوموند الفرنسية عام 2018 أن بعض المصدرين المغاربة للمواد الأحفورية يكسبون ما يصل إلى 100 ألف دولار سنويًا. 
وفي بعض المناطق من المغرب، مثل تافيلالتTafilat فهناك عدد قليل من الوظائف بعيدًا عن صناعة الوقود الأحفوري. ,ويمكن القول ان صناعة الحفريات المغربية ضخمة لدرجة أن البعض، مثل الجيولوجي الأمريكي دوغلاس شاكل Douglass Shalel، وصف هذه الصناعة المزدهرة بأنها "اقتصاد ثلاثي الفصوص".  وقد استخدم بعض المحللين، مثل مراسل صحيفة نيويورك تايمز لورانس أوزبورن في مقال له عام 2000، مصطلح "رأسمالية الوقود الأحفوري".  وتجمع بعض شركات التعدين، مثل الشركة المغربية GSMC، بين التعدين التقليدي للمواد الخام، مثل الرصاص والنحاس والزنك، مع حصاد وإعداد العينات المعدنية والحفرية.  وتعتبر تجارة الحفريات المغربية تجارة عالمية، وتعد الولايات المتحدة الأمريكية هي أكبر سوق لاستيراد لهذه التجارة.   أما عن الأسواق الكبيرة الأخرى فتشمل كل من: أوروبا  (وخاصة ألمانيا)،  وأستراليا  واليابان.   يتم تحقيق معظم الأرباح في هذه الصناعة من قبل تجار التجزئة والوسطاء، وليس من قبل المجهزين والحفارات في المغرب،  الذين يحصلون عادةً على أجور زهيدة جدًا.  ومن الناحية الاقتصادية، لا يستفيد من هذه الصناعة المغرب فحسب، بل يستفيد منها أيضا المستوردون في أوروبا وأمريكا وآسيا. 

## الشرعية
وعن مدى الشرعية الخاصة بتلك التجارة ، فيمكن القول أنه على الرغم من أن وزارة الطاقة والمعادن والتنمية المستدامة في المغرب يجب أن تقوم بترخيص أية حفريات أثرية، الا أن القوانين في المغرب تسمح بما يسمى بالتعدين الحرفي من قبل السكان المحليين، وهو ما تستغله صناعة الوقود الأحفوري. ومن الناحية الفنية، يتم حظر التجارة الدولية لأي عينات أحفورية وذلك بموجب القانون المغربي، حيث أن تصدير "الأشياء ذات الأهمية الأنثولوجية أو الأثرية" أمر غير قانوني. بالإضافة إلى ذلك، يعد المغرب أحد الموقعين على "اتفاقية منظمة اليونسكو لعام 1970م بخصوص التدابير الواجب اتخاذها لحظر ومنع استيراد وتصدير ونقل ملكية الممتلكات الثقافية بطرق غير مشروعة".  ومع ذلك، فإن القوانين غالبا ما تكون غير كافية أو لا يتم تطبيقها بشكل عملي.   ووفقًا لمقال نشرته منظمة ENACT Africa عام 2019، فمن الممكن أن تكون السلطات متواطئة، نظرًا للكميات الكبيرة من الحفريات التي تمر عبر الجمارك المغربية.  ولا تحظى هذه التشريعات أيضًا بأي اهتمام دولي، نظرًا لأن العديد من الحفريات المغربية يمكن تتبعها إلى المتاحف في جميع أنحاء العالم. 
إن وجود نظام ضخم ومنظم وغير قانوني من الناحية الفنية قد يشكل تهديدًا لأمن المغرب وتنميته، حيث أنه يشير إلى ثغرات ما فيما يتعلق بالرقابة على الصادرات المغربية، الأمر الذي يثير احتمال حدوث أشكال أخرى من الاتجار في البلاد. بالإضافة إلى ذلك، فإن هذا النظام يقوم أيضًا باستغلال الأشخاص في المناطق المهمشة من البلاد، حيث يكسب عمال الحفريات أنفسهم في هذه المناطق القليل جدًا مقارنة بالمصدرين والوسطاء.  وتزداد المسألة تعقيدًا نظرًا لاعتماد العديد من السكان المحليين على تجارة الحفريات لكسب لقمة العيش،   نظرًا لعدم وجود وظائف أخرى متاحة. 
في عام 2019م، اقترحت وزارة الطاقة والمناجم والتنمية المستدامة في المغرب تشريعًا جديدًا فيما يتعلق بللحفريات، مع مشروع مرسوم، يقترح هذا المشروع إنشاء ثلاث فئات مختلفة معترف بها قانونًا من الحفريات: العينات "العادية" التي يمكن استخراجها وبيعها دون الحاجة إلى ترخيص، والعينات المنظمة بالحصص والتي تتطلب ترخيصًا، والعينات الفريدة التي لا يمكنها مغادرة البلاد إلا إذا تم إقراضها لدول أخرى ، وذلك لأغراض علمية. 

## الحفريات والتنقيب

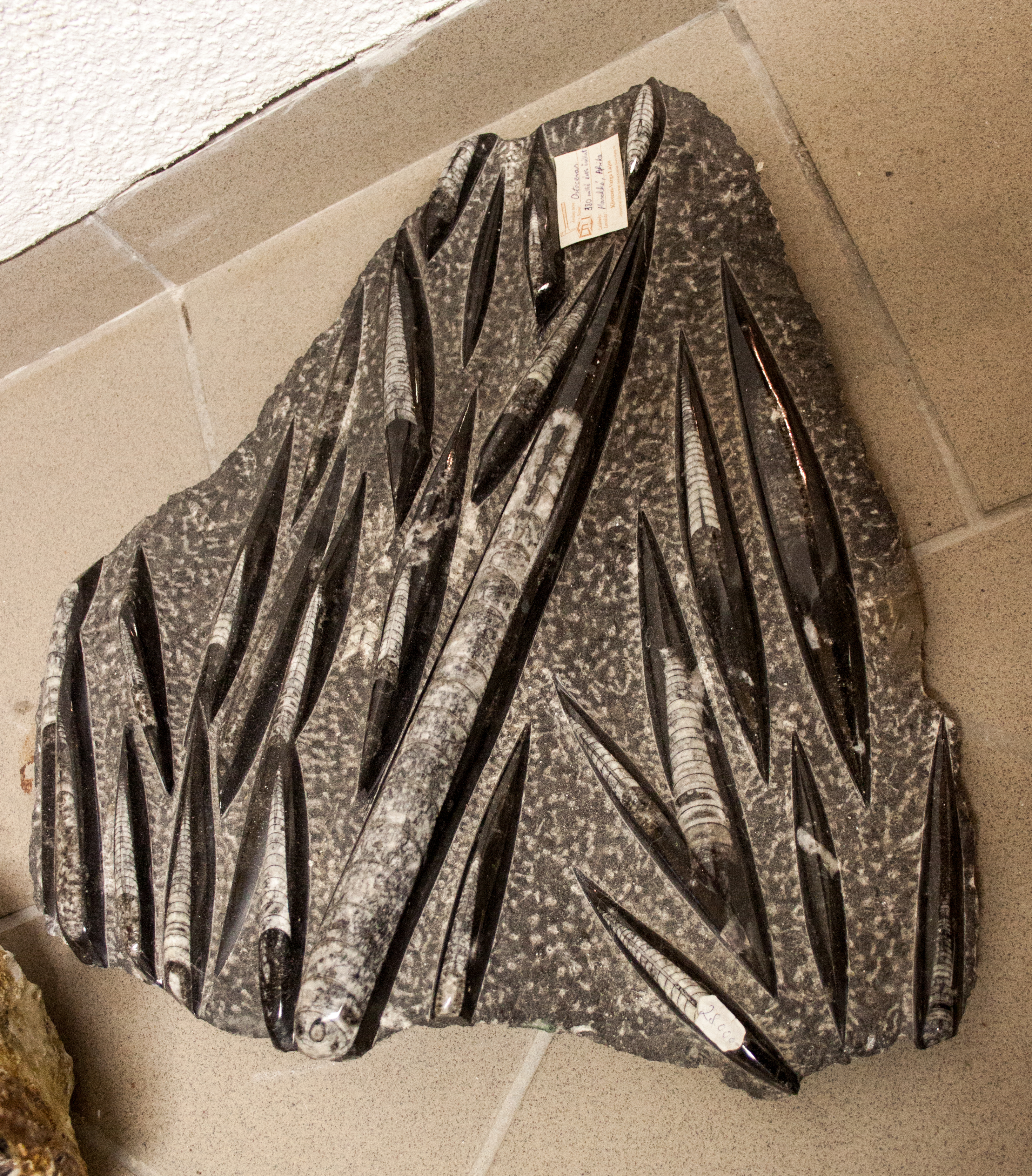
لوح مصقول من حفريات رأسيات الأرجل النوتيلية ذات القشرة المستقيمة من المغرب.

إن عملية استخراج الحفريات في المغرب عملية ليست سهلة، ولكنها شاقة ودقيقة، حيث يتعين استخراج الحفريات، المخصصة للبيع كتحف علمية، أو في بعض الحالات كأعمال فنية طبيعية من باطن الأرض دون أن تلحق بها أي أضرار. وعادة ما بالعمل في هذا المجال فرق من الأشخاص، كثير منهم من رجال القبائل البربرية المحلية ذوي الجذور الإقليمية العميقة، في خنادق وحفر صغيرة باستخدام أدوات بسيطة مثل:المعاول والأزاميل والمجارف.  وعادةً ما يكون لكل حفار منهم، والذي يصل عددهم إلى الآلاف، مكانه الخاص، حيث يقومون بترك معداتهم هناك كل ليلة.  وبعد استخراج الحفريات من الأرض، يقوم السكان المحليون بتنظيفها وإعدادها للبيع. وعادة ما يتجمع الوسطاء في المدن الكبرى، مثل أرفود Erfoud، لشراء كميات كبيرة من العينات الأحفورية والمعادن وتصديرها عبر العالم. 
ومن بين أهم الاكتشافات الحفرية الأكثر شيوعًا وشهرة في المغرب هي ما يسمى ثلاثيات الفصوص ورأسيات الأرجل النوتيلية بما في ذلك رتبة أورثوسيريد من رأسيات الأرجل أورثوسيريد المنقرضة من العصر السيلوري - الديفوني . وغالبًا ما يتم العثور على رأسيات الأرجل النوتيلويدية بكميات كبيرة في الحجر الجيري الأسود، ويتم بيع حفرياتها، والتي غالبًا ما تكون مصقولة مع الحجر المحيط بها، إما كتحف علمية، أو مصممة في أشكال زخرفية مختلفة. وتُستخدم الحفريات المغربية المدفونة داخل الحجر الجيري الأسود في بعض الأحيان في صناعة الأثاث والأغراض الصحية، مثل الأحواض المزخرفة، وكذلك أحواض الاستحمام، ويمكن استخدامها أيضًا في صناعة طاولات القهوة. 

### ثلاثيات الفصوص
يمكن القول أن ثلاثيات الفصوص المغربية تعد من الأشياء الثمينة التي يبحث عنها علماء الحفريات الهواة والمتاحف على حد سواء. وقد تم العثور على مئات الأنواع من ثلاثيات الفصوص، العديد منها لم يتم العثور عليها في أي مكان آخر، وتم العثور عليها في المغرب منذ ما بين 570 و245 مليون سنة مضت. وبشكل عام، قد تكون البلاد موطنًا لـ300 إلى 400 نوع مختلف من هذه الثلاثيات. وتعتمد أسعار ثلاثيات الفصوص الأحفورية على عدة عوامل، يمكن توضيحها في الآتي: حالة الحفريات، وندرة النوع، وكذلك الوقت المستغرق في الحفر والإعداد. وقد يتم بيع الأنواع الشائعة من الثلاثيات مقابل دولار أو دولارين أمريكيين فقط، ولكن يتم بيع العينات النادرة عالية الجودة بمقابل ربما يصل في بعض الأحايين إلى 20 ألف دولار وربما أكثر من ذلك.  وقد يكون السبب في الارتفاع الكبير في جمع ثلاثيات الفصوص المغربية، هو التنوع الهائل الذي وجد، حيث لم يتوقف السوق أبدًا بسبب اكتشاف أشكال جديدة كل عام. كما يضمن العدد الكبير من ثلاثيات الفصوص التي تم العثور عليها وتصديرها أن يتمكن هواة الجمع من مقارنة عيناتهم والتحقق من صحتها. وبالمقارنة بجمع العناصر الراقية مثل اللوحات الانطباعية، فإن صناعة الحفريات تشكل أيضًا مجالًا جديدًا نسبيًا، مع وجود إمدادات لم تنضب بعد. 

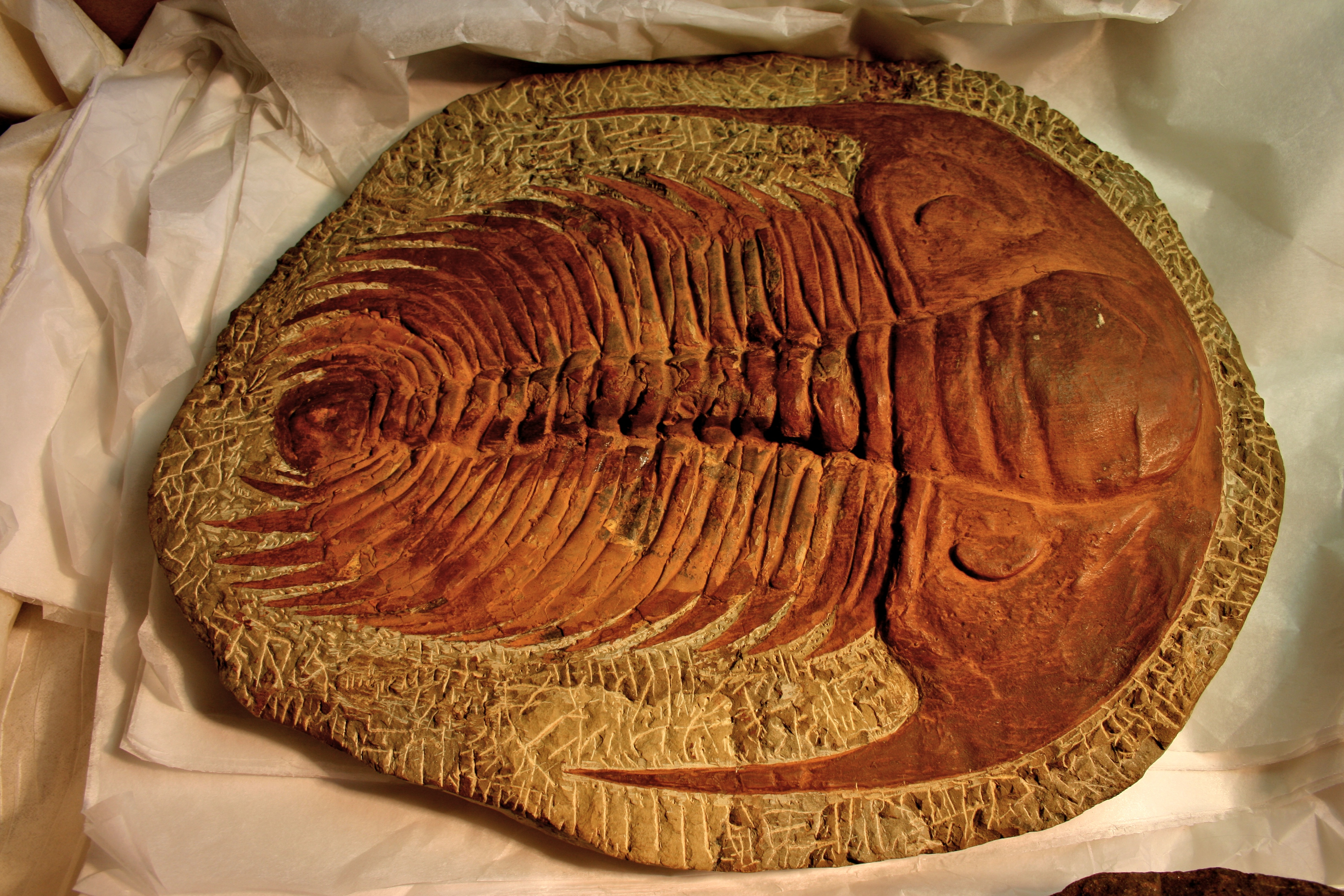
حفرية ثلاثية الفصوص من المغرب

وتتمتع معظم العينات من ثلاثيات الفصوص في المغرب والتي تنتهي في السوق الدولية بقدر من الترميم، نظرًا لأنه نادرًا ما يتم العثور علي هذه الثلاثيات في حالة مثالية. حيث يتم كسر العديد من أحافير ثلاثيات الفصوص وذلك بسبب قيام الحفارات بتكسير الصخور، ثم يتم لصقها معًا مرة أخرى قبل بيعها. وفي بعض الأحيان، يمكن أن تكون ثلاثيات الفصوص مزيفة بشكل كامل، حيث تكون مصنوعة من الجص أو مواد أخرى،  مثل الطين المحلي أو معجون السيارات.  وغالبًا ما تكون ثلاثيات الفصوص المزيفة مصنوعة بشكل جيد، ومصبوبة بقوالب مصنوعة من عينات أحفورية حقيقية،  وبالتالي قد يصعب التمييز بينها وبين الأحافير الحقيقية،  وفي بعض الأحيان تخدع هذه الأنواع خبراء ثلاثيات الفصوص.   ويمكن القول إن صنع الحفريات المزيفة ليس بالأمر غير القانوني في المغرب. كما أن تمرير المنتجات المزيفة على أنها حقيقية أمر أيضاً غير قانوني، ولكن كون الفعل نفسه قانونيًا يخلق ذلك منطقة داكنة قانونية عامة، والتي تسمح باستمرار هذه الممارسة. 
وفي بعض الأحيان، يقوم الحرفيون بدمج ثلاثيات الفصوص المكسورة المختلفة معًا لإنشاء عينات "كيميرا" لم تكن أبدًا موجودة في الواقع.  في بعض الحالات، قد يبدأ المزيفون أيضًا بعينات حقيقية ولكنهم يضيفون إليها بعض المزايا، مثل الأنف الممتد أو الأشواك، وذلك لجعلها تبدو أكثر غرابة.  وفي بعض الأحيان تكون العينات الأحفورية عبارة عن خليط ما بين الحقيقة والتزييف، فعلى سبيل المثال الحفريات التي تكون فيها الرؤوس والذيل حقيقية، ولكن الجسم تم صنعه من مادة البلاستيك.  وقد تم ملاحظة أن ثلاثيات الفصوص من جنس بارادوكسيدس معرضة بشكل خاص لإجراء بعض الأعمال عليها، وذلك نظرًا لأن العديد من العينات الأصلية تتصف بأنها هشة للغاية.  ليس من غير المألوف أن يبلغ طول عينات ثلاثيات الفصوص المغربية حوالي 20-25% "تم ترميمها"، والباقي عبارة عن مواد أحفورية حقيقية.  ليس من غير المألوف أيضًا الجمع بين العينات الحقيقية أو الحقيقية جزئيًا في مركبات، مع الحفريات التي تم العثور عليها في مواقع مختلفة " غير متطابقة" بشكل وثيق معاً على لوحة حجرية واحدة، يطلق عليها هواة جمع التحف اسم "بيتزا ثلاثية الفصوصtrilobite pizzas' ". 
ويمكن عادةً تحديد مدى صحة ثلاثيات الفصوص الأحفورية عن طريق فحصها بحثًا عن فقاعات الهواء باستخدام مصباح يدوي فوق بنفسجي.  وفقًا للمتحف الأمريكي للتاريخ الطبيعي، لا ينبغي لهواة جمع الحفريات بشكل عام أن يقلقوا بشأن صحة عينات ثلاثيات الفصوص الأحفورية، نظرًا لأن العين الثاقبة والمعرفة بمورفولوجيا ثلاثيات الفصوص يمكن أن تقضي على معظم العينات المزيفة. وفقًا للمتحف، "تظل الحقيقة قائمة، وهي أنه لا يوجد مكان آخر على كوكب الأرض حيث تظهر عينات ثلاثية الفصوص أكثر روعة وإثارة للاهتمام من المغرب. إن تجاهل جامع أو عالم لمثل هذا الكنز المؤكد من المواد يبدو أمرًا أحمق وغير ضروري." 

### حفريات الديناصورات

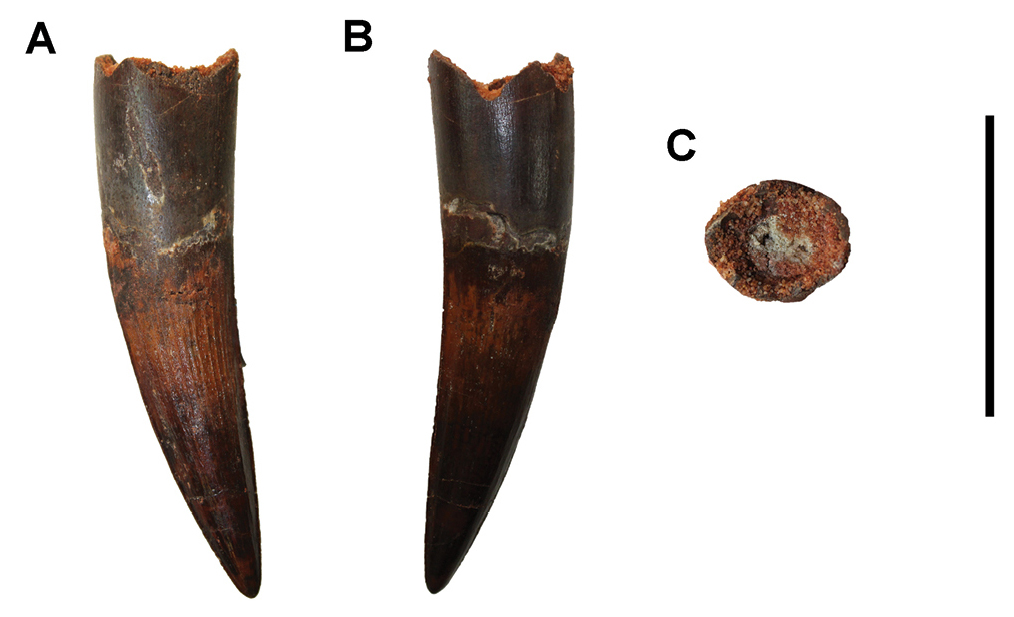
سن سبينوصوروس من مجموعة كمكم في المغرب

تعتبر الاحافير الخاصة بالديناصورات شائعة نسبيًا في المغرب مقارنة بالعديد من البلدان الأخرى، وخاصة في أسرّة كمكم التي تعود إلى العصر الطباشيري. تعتبر الحفريات التي في حالة جيدة، مثل العينات الأكثر اكتمالا، نادرة للغاية نظرًا لأن معظم مواقع الحفريات الطباشيرية كانت في السابق عبارة عن قيعان أنهار مضطربة. تتكون جميع الحفريات تقريبًا من شظايا عظام أو أسنان معزولة. إن وفرة الأسنان تعود جزئيًا إلى حقيقة أن الديناصورات فقدت أسنانها واستبدلتها باستمرار طوال حياتها، على غرار التماسيح الحديثة. يتم العثور على آلاف من أحافير الديناصورات في المغرب ويتم تصديرها منها كل عام. ومن بين أسنان الديناصورات المغربية، تعد أسنان الديناصور الثيروبودي سبينوصور شائعة بشكل خاص، ويرجع ذلك على الأرجح إلى أن سبينوصور قضى معظم وقته في الأنهار، وليس على طول ضفاف الأنهار. في أحد المواقع الأحفورية التي فحصها علماء الحفريات في عام 2014، كانت أسنان سبينوصوروس تمثل ما يقرب من نصف جميع الأسنان الأحفورية المكتشفة، وحوالي سدس إجمالي الحفريات المكتشفة. أسنان الديناصورات الأخرى أكثر ندرة إلى حد كبير، حيث يفوق عدد أسنان سبينوصور الأحفوري في أحد المواقع عدد أسنان الديناصورات الأخرى بنحو 150 إلى واحد. 

## التأثير على البحث العلمي
ويشعر بعض الخبراء بالقلق من أن صناعة الحفريات المغربية "تستغل التراث الأحفوري المغربي".   تم تسمية أسرّة الحفريات حول مدينة أرفود الصحراوية في المغرب بـ "أكبر متحف حفريات في الهواء الطلق في العالم" بسبب وفرة الاكتشافات،  كونها واحدة من أغنى مواقع الحفريات في العالم،  لكنها مهددة اليوم بسبب الحفريات المفرطة واللوائح غير الكافية بسبب تجارة الحفريات غير القانونية. وبالتالي، قد تتسبب صناعة الحفريات في أضرار لا رجعة فيها للتراث الأحفوري المحلي وجهود الحفاظ عليه.  بالإضافة إلى المخاوف القانونية والعلمية، فإن صناعة الحفريات المغربية تتضمن أيضًا مخاوف تتعلق بالرفاهية، نظرًا لأن عمال الحفريات يعملون لساعات تحت شمس الصحراء الحارقة، ويتنفسون الغبار الخطير ويخاطرون بالتعرض لحوادث بسبب انهيار الصخور الشائعة. 
وفي بعض الحالات، تنتهي رحلة العينات الأحفورية النادرة في الأسواق بدلاً من أن تصبح متاحة للدراسة العلمية.  على سبيل المثال، تم العثور على حفريات من المحتمل أن تنتمي إلى نوع نادر من الموزاصورات <i id="mwzA">يسمى Pluridens</i> <i id="mwzQ">walkeri</i> ، وهو نوع غير معروف في المغرب، في حوض غنتور ، لكن العلماء لم يتمكنوا من دراستها بسبب بيع جميع العينات المعروفة في السوق السوداء.  وهناك سبب آخر للقلق وهو أن المواد الأحفورية المصاحبة، مثل الهياكل العظمية الجزئية، غالباً ما يتجاهلها جامعو الآثار التجاريون لأنهم لا يستخدمون السترات الميدانية أو التحضيرات المعملية. وعلى هذا النحو، فإن العظام الأحفورية التي كان من الممكن أن تكون ذات أهمية إذا تم ربطها معًا قد يتم فصلها أثناء التنقيب وبيعها بشكل فردي.  ونتيجة لممارسات الجمع السيئة، تتعرض العديد من الحفريات للتلف، وفي كثير من الأحيان لا توجد معلومات مسجلة عن الطبقات أو الرواسب أو الموقع. ومع ذلك، فهذه ليست قاعدة عالمية، حيث يقوم بعض جامعي التحف المغاربة بتسجيل المعلومات ذات الصلة. 
وغالبًا ما يتم إهمال الحفريات التي يعتقد منقبو الحفريات المغاربة أنها لا تحمل أي قيمة تجارية وتصبح غير قابلة للاسترداد.  بالإضافة إلى تحيزات جمع التحف في المتاحف (تميل المتاحف إلى إعطاء الأولوية لجمع العينات النادرة والمذهلة وتميل إلى عدم بناء مجموعات كبيرة من العينات الشائعة)، أدت تحيزات جمع التحف بين جامعي الحفريات المغاربة في بعض الحالات إلى تفسيرات بيئية قديمة خاطئة، مثل الفكرة السائدة بأن أسرّة كمكم تحافظ على عدد كبير بشكل غير عادي من الديناصورات المفترسة، مع نسبة منحرفة من الحيوانات المفترسة إلى الفرائس. 
ومن زاوية إيجابية، فقد حقق علماء الحفريات العديد من الاكتشافات المهمة استناداً إلى الحفريات التي تم العثور عليها في المغرب، مثل تحديد مئات الأنواع الجديدة من ثلاثيات الفصوص وغيرها من الحيوانات. ولولا الأسواق والصناعات التي تدعم الحفارين والمجهزين في المغرب، فمن المرجح ألا يتم اكتشاف عدد كبير من هذه الأنواع الجديدة. في حالات معينة، يتم تسمية أنواع جديدة من الحفريات تكريمًا لأشخاص بعينها في صناعة الحفريات، مثل ثلاثي الفصوص Asteropyge tahiri والمفصليات الأرجل Eoduslia brahimtahiri ، وكلاهما سمي على اسم إبراهيم الطاهري، وهو مصدر مغربي للحفريات ومالك للمتحف الخاص الوحيد للحفريات في المغرب. 